# 森潤三郎
森 潤三郎（もり じゅんさぶろう、1879年〈明治12年〉4月15日 - 1944年〈昭和19年〉4月6日）は、近世学芸史研究家 、森鷗外の弟。早稲田大学高等師範部歴史地理科卒業後、東京帝國大学史料編纂掛勤務を経て、京都府立図書館等に勤務した。のち「鷗外全集」編纂に従事。近世学芸史の研究者であり、著書に「紅葉山文庫と御書物奉行」「多紀氏の事跡」「鷗外森林太郎」などがある。

## 著書
- 『紅葉山文庫と御書物奉行』 昭和書房 1933年
- 『多紀氏の事跡』 日本医史学会 1933年
- 『鷗外森林太郎』 昭和書房 1934年